# 쿠이툰
쿠이툰(러시아어: Куйтун, 부랴트어: Хүйтэн)은 이르쿠츠크 주에 위치한 도시로 쿠이툰스키 군의 중심지이다. 2010년 러시아 인구조사(Russian Census 2021)에 의하면, 쿠이툰의 인구는 9,838명이다.